# William Lashly

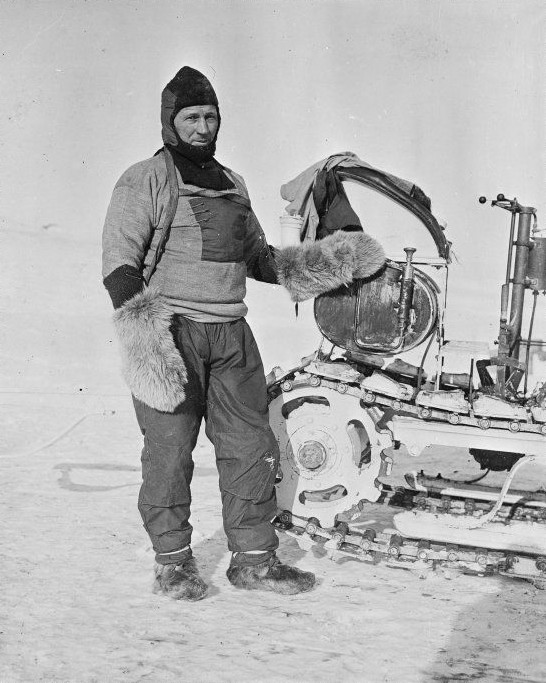
William Lashly staand bij een motorslee tijdens de Terra Nova-expeditie (november 1911).

William Lashly (Hambledon, 25 december 1867 - 12 juni 1940) was een Engelse zeeman, poolonderzoeker en lid van de Royal Navy. Hij deed zowel mee aan de Discovery-expeditie als aan de Terra Nova-expeditie. 
Lashly groeide op in de buurt van Portsmouth. Toen hij in 1901 aan boord ging van de RRS Discovery was hij een 33-jarige stoker bij de Royal Navy. In 1903 was Lashly een van de leden van Robert Falcon Scotts team die Victorialand verkende. Zeven jaar later ging Lashly ook mee met de Terra Nova-expeditie, nadat hij eerst een tijdlang als wetenschappelijk medewerker had gewerkt op het Royal Naval College van Wight. 
Tijdens de Terra Nova-expeditie had Lashly aanvankelijk de leiding over enkele motorsleeën. Tot 4 januari 1912 begeleidde Lashly samen met admiraal Edward Ratcliffe Garth Russell Evans en Thomas Crean Scott nog op zijn tocht naar de Zuidpool, waarna Lashly samen met Evans en Crean werd teruggestuurd. Op de terugtocht kreeg Evans ernstige last van scheurbuik en kon op 11 februari niet meer verder lopen, waarna Lashly en Crean hem op de slee bonden en verder meetrokken. Toen Crean later in Hut Point Peninsula hulp ging zoeken, bleef Lashly in de opgezette tent achter om voor Evans te zorgen. Zowel Lahly als Crean kregen later de Albert Medaille voor het redden van Evans leven. Stukken uit Lashly's dagboeken uit deze tijd - waarin hij o.a. zijn ellende met de motorslee en zijn terugtocht samen met Evans beschrijft - zijn later opgenomen in het boek The Worst Journey in the World van Apsley Cherry-Garrard. 
Na zijn terugkeer uit het Antarctische gebied nam Lashly ontslag bij de Royal Navy. Wel deed hij tijdens de Eerste Wereldoorlog nog dienst op de HMS Irresisitible en later op de HMS Amethyst. Later werkte hij als douanebeambte in Cardiff. Na zijn pensionering in 1932 keerde Lashly terug naar zijn geboortestad Hambledon.